# Thaumatogelis gallicus
Thaumatogelis gallicus là một loài tò vò trong họ Ichneumonidae.